# Polizeiverordnung über gefährliche Hunde im Saarland
Die Polizeiverordnung über den Schutz der Bevölkerung vor gefährlichen Hunden im Saarland – HuV SL – wurde am 15. Dezember 2022 (Amtsbl. I, S. 1493) vom Ministerium für Umwelt, Klima, Mobilität, Agrar und Verbraucherschutz des Saarlands erlassen. Sie ersetzte zum 23. Dezember 2022 die Polizeiverordnung über den Schutz der Bevölkerung vor gefährlichen Hunden vom 26. Juli 2000 (Amtsbl., S. 1246), zuletzt geändert durch Gesetz vom 8. Dezember 2021 (Amtsbl. I., S. 2629). Grundlage der Verordnung ist § 59a des Saarländischen Polizeigesetzes.

## Inhalt
Die Verordnung enthält ganz überwiegend Bestimmungen für sog. gefährliche Hunde. Nach §§ 59 bis 60 des Saarländischen Polizeigesetzes können die kommunalen Ordnungsbehörden Regelungen auch bezüglich anderer Hunde treffen.
Nach § 1 Abs. 1 HuV SL sind gefährliche Hunde solche, welche bissig sind, Menschen oder Tiere in aggressiver und Gefahr drohender Weise angesprungen haben oder auf Angriffslust und Schärfe gezüchtet oder ausgebildet worden sind. Die zuständige Behörde kann in Zweifelsfällen die Gefährlichkeit durch einen Verwaltungsakt feststellen (§ 1 Abs. 2 HuV SL). Als gefährliche Hunde gelten nach § 6 Abs. 3 Satz 1 HuV SL auch Tiere der Rassen American Staffordshire Terrier, Staffordshire Bullterrier und American Pit Bull Terrier, sofern nicht durch einen Wesenstest nachgewiesen wird, dass bei ihnen keine gesteigerte Aggressivität und Gefährlichkeit vorliegt.
Das Halten eines gefährlichen Hundes bedarf gemäß § 2 Abs. 1 und § 6 Abs. 1 HuV SL der Erlaubnis der zuständigen Behörde. Diese ist unverzüglich nach behördlicher Feststellung oder Erkenntnis der Gefährlichkeit einzuholen (§ 1 Abs. 3 HuV SL). Die Erlaubnis ist nach § 2 Abs. 3 und § 6 Abs. 3 Satz 2 HuV SL an zahlreiche Voraussetzungen geknüpft. Erforderlich ist insbesondere der Nachweis der erforderlichen Sachkunde durch Teilnahme an einem anerkannten Lehrgang und Prüfung eines zugelassenen Sachverständigen (§ 4 HuV SL). Zudem muss der Halter zuverlässig sein, d. h. er darf vor allem keine erheblichen Straftaten begangen haben und weder psychisch krank noch alkohol- oder rauschmittelabhängig sein (§ 3 HuV SL). Ferner muss eine ausbruchssichere Unterbringung des Hundes und eine Haftpflichtversicherung nachgewiesen werden.
Gemäß § 5 Abs. 3 HuV SL sind die Tiere außerhalb des befriedeten Besitztums bzw. der Wohnung anzuleinen und müssen einen das Beißen hindernden Maulkorb tragen. Außerdem müssen die gefährlichen Hunde ein Halsband mit den Daten des Halters tragen und in geeigneter Weise dauerhaft gekennzeichnet werden (§ 5 Abs. 4 HuV SL).
Schließlich besteht nach § 5 Abs. 5 HuV SL für sämtliche Hunde in besonders gefahrträchtigen Situationen wie etwa öffentlichen Versammlungen, Einkaufszentren, Fußgängerzonen oder öffentlichen Verkehrsmitteln eine Leinenpflicht.